# Williamson (Arizona)
Williamson é uma Região censo-designada localizada no estado americano de Arizona, no Condado de Yavapai.

## Demografia
Segundo o censo americano de 2000, a sua população era de 3776 habitantes.

## Geografia
De acordo com o United States Census Bureau tem uma área de
149,3 km², dos quais 149,3 km² cobertos por terra e 0,0 km² cobertos por água.

## Localidades na vizinhança
O diagrama seguinte representa as localidades num raio de 32 km ao redor de Williamson.